# Heike Esser
Heike Esser (* 4. Juli 1973 in Bedburg) ist eine deutsche Schwimmerin und Olympiateilnehmerin. Die 1,72 m große und 61 kg schwere Athletin startete für den SV Rhenania Köln.
Sie konnte sich mehrfach bei Deutschen Meisterschaften platzieren:
- 100 m Brust: 1987 Vizemeisterin, 1988 Meisterin
- 200 m Brust: 1987 Vizemeisterin, 1988 Meisterin, 1989 Platz 3

Im Jahr 1988 nahm sie bei den Olympischen Spielen in Seoul an den Einzelwettkämpfen über 200 m Brust teil. In 2:41,34 min schied sie jedoch schon im Vorlauf aus und kam unter 43 Starterinnen auf Platz 34.
Heike Esser ist verheiratet und trägt heute den Namen Becker.